# ウィリアム・ジョイス

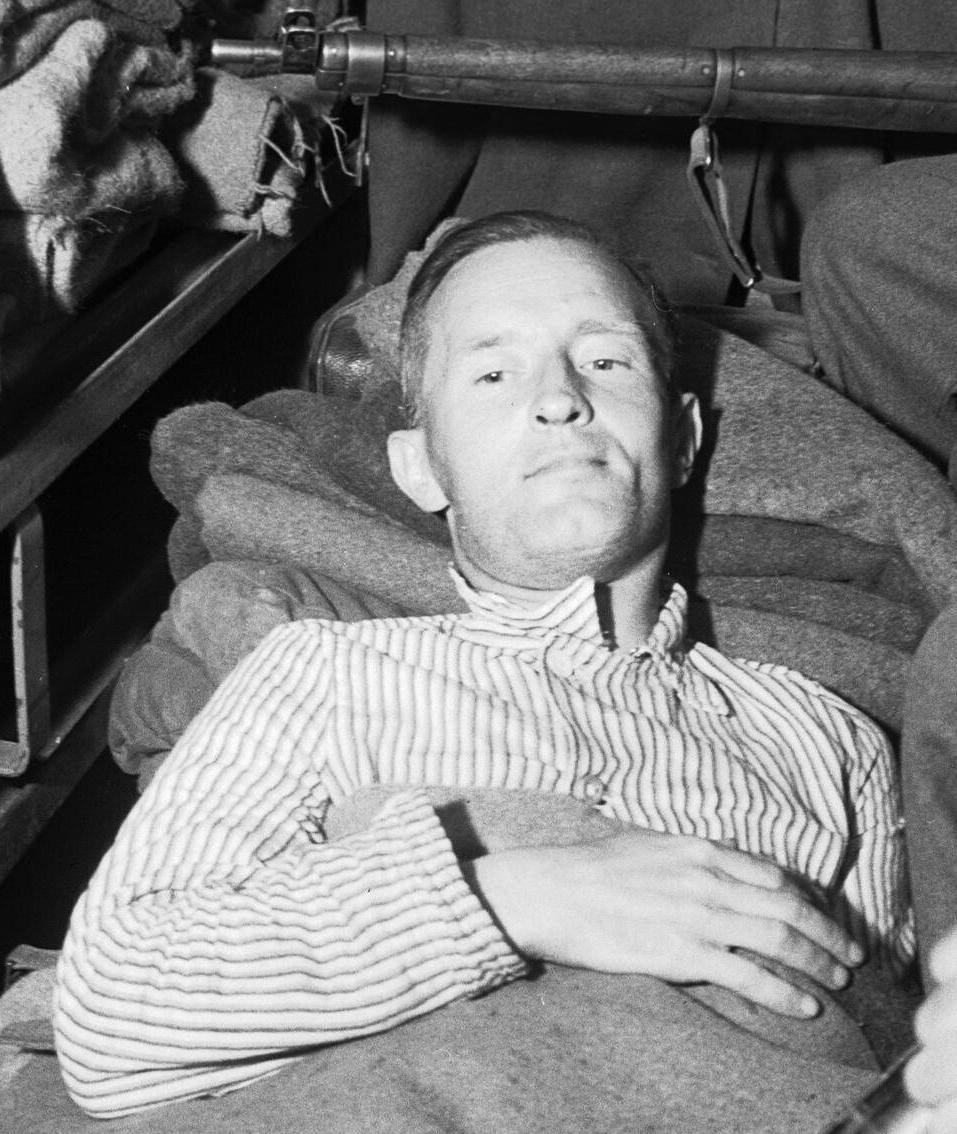
1945年、逮捕後のウィリアム・ジョイス

ウィリアム・ジョイス（William Joyce, 1906年4月24日 - 1946年1月3日）は、アメリカ合衆国のファシスト。第二次世界大戦中、ドイツからイギリスに向けてプロパガンダ放送を行い、ホーホー卿 (Lord Haw-Haw) という通称で広く知られた。この戦時中の行動のため、ジョイスはイギリス政府に大逆罪で処刑された。

## 生い立ち
1906年、アメリカ合衆国ニューヨークで、アイルランド系カトリックの父とイングランド系プロテスタントの母の間に生まれる。生後しばらくしてジョイスは、アイルランドのゴールウェイに父に連れられて移住し、1915年から1921年までイエズス会が運営するセント・イグナティウス・カレッジで学んだ。
当時のアイルランド系カトリックとしては珍しく、ジョイス父子はイギリスとの統合を支持するユニオニストであり、アイルランド独立戦争 (1919年 - 1921年) の際にはイギリス側の軍事警察の実戦部隊を支援していたことからアイルランド共和軍から狙われることになったと後年述べている。
独立戦争が終わるとジョイスはイングランドへ向かい、短期間ウィンブルドンのキングズ・カレッジ・スクールに外国人留学生として在籍、その2年後には家族もイングランドへ渡った。当時、ジョイスは、リヴァプールのマージー川対岸にあたるバーケンヘッドにいた親戚を数回訪れている。ジョイスはロンドン大学バークベック校に進み、将校訓練課程にも参加した。バークベックでファシズムに関心を持ち、ロウサ・リントーン＝オーマンのイギリスファシスト党に入党こそしなかったものの行動を共にしたりもした。
1924年に保守党の集会で下働きをしていた際に、ジョイスは暴漢に襲われた。右頬に剃刀による深い切り傷を受け、傷跡は口元から耳たぶまで彼の外見にはっきりと残った。この襲撃から、「ユダヤの共産主義者たち」によってこの事件が起こされたと確信するに至る。

## イギリスファシスト連合

イギリスファシスト連合の旗

1932年にジョイスはオズワルド・モズレー卿のイギリスファシスト連合 (BUF: British Union of Fascists) に参加。そこで演説に力を奮うようになる。ジャーナリスト・小説家のセシル・ロバーツは、当時のジョイスの演説を次のように描写している。
| 「 | 痩せた色白の強烈な男が私たちに電撃を与えるのには何分もかからなかった...躍動的な力は戦慄的で、痛烈で、辛辣この上ないものだった。 | 」 |

1934年にはBUFの宣伝責任者に抜擢され、更に代表代行にも任命された。ジョイスは才能ある演説家であるばかりでなく、腕っ節も評判だった。彼の暴力的なレトリックと、反ファシズム派との直接衝突も辞さない姿勢は、BUFから支持を遠ざける一因にもなっていった。1934年6月、ロンドンのオリンピアで行われたデモが流血の事態に至り失敗した後に、BUFは政治路線をコーポラティズム的な経済再生論から反ユダヤ主義へと重点を移していく。その過程でジョイスは尖端的な役割を果たし、BUFを「イギリスファシスト国家社会主義者連合 (BUFNS：British Union of Fascists and National Socialists)」に改称。1937年の総選挙には当時のロンドン・カウンティ・カウンシル選挙区にBUFNS公認で出馬した。なお、1936年には、ケントのウィトスタブルで、ラジオや電器を扱う店を営み一年間住んでいた。
総選挙後にモズレーは、BUFNSのスタッフの大幅な削減を行う。この際、ジョイスも有給の党職から外されてしまい、更にモズレーやBUFNSが反ユダヤ主義を（政治的目的のために利用はしても）あまり強調しないことに反発。BUFNSから脱党してジョン・ベケットらと「国家社会主義者同盟」（National Socialist League）を立ち上げ、反ユダヤ主義的主張をいよいよ強めた。

## ホーホー卿
第二次世界大戦が始まる直前の1939年8月下旬に、ジョイスは妻マーガレットとともにドイツに逃亡する。防衛規則18B によるナチス同調者の拘束の情報を事前に得ていたのである。1940年には、ドイツに帰化した。
ベルリンで、ジョイスはしばらく職を見つけることができなかったが、かつてモズレーの下で同志だったドロシー・エッカーズレー(BBCの主任技師だったピーター・エッカーズレーの元妻)に再会し、宣伝省によるプロパガンダを担っていたラジオ局ルントフンクハウスのオーディションを受けることができた。このときは風邪が重く、ほとんど声が出ない状態だったが、直ぐに採用と決まり、ラジオのアナウンスと英語放送の原稿執筆をすることになる。
ジョイスはヨーゼフ・ゲッベルス宣伝相の下で対英宣伝に従事することになったのである。
いわゆる「ホーホー卿」という通称は、1939年に、イギリスのタブロイド紙『デイリー・エクスプレス』のラジオ欄のジョナ・バリントン名義の記事が、ドイツの対英宣伝放送の声の主を「ゼーゼンのホーホー卿(Lord Haw-Haw of Zeesen)」と呼んだのが始りである。ゼーゼンはドイツからの短波放送の発信地であった。しかし、この時点でそう呼ばれた声の主はヴォルフ・ミットラー、あるいはノーマン・ベイリー＝スチュワートであったとされる。しかし、やがてジョイスが宣伝放送の中心になると、この呼び名は専らジョイスを指すようになった。ジョイスの放送は、当初はベルリンのスタジオから放送されていたが、後に連合国軍による空爆が激しくなってくるとルクセンブルク市に移動し、最後はハンブルクに近いアーペンから放送を送出していた。放送を中継したドイツ支配下のラジオ局網には、ハンブルク、ブレーメン、ルクセンブルク、ヒルフェルスム (オランダ)、カレー (フランス)、オスロ (ノルウェー)、ゼーゼンなどの局が含まれていた。ジョイスは、ドイツの謀略組織「ビューロー・コンコルディア」が運営していた宣伝放送局でも放送を行い、原稿を執筆した。そうした局の多くは、イギリス国内からの非合法放送であることを装う地下放送であった。
当時イギリスでは、ジョイスの宣伝放送は、公的には聞くべきではないとされていたものの、聴取自体は違法ではなく、民衆の間でも相当の人気があった。ドイツからの放送は、いつも「Germany calling, Germany calling, Germany calling」と始まっている。放送は、イギリスの人々に降伏を促すもので、嘲り冷笑しながら威嚇する調子がよく知られていた。聴取者にすると、厳重に検閲されていた戦時下の放送事情の中で、敵方が何を言っているのかを聞きたいという欲求もあったし、開戦当初においてはBBCよりもドイツ側の放送の方が情報量で勝ることもあったのである。しかし、このシナリオは、大戦の途中から逆転し、やがてドイツの高官たちがBBCにダイヤルを合わせるようになっていった。
ジョイスの最後の放送は、ベルリンの戦いの最中、1945年4月30日に録音された。この録音でジョイスは、目前に迫ったドイツの敗北にイギリスが果たした役割を非難し、この戦争がイギリスを貧困と不毛に陥れるだろうと語っている。ジョイスはこの録音を、最後まで挑発的に「ヒトラー万歳 (Heil Hitler)」と結んでいる。

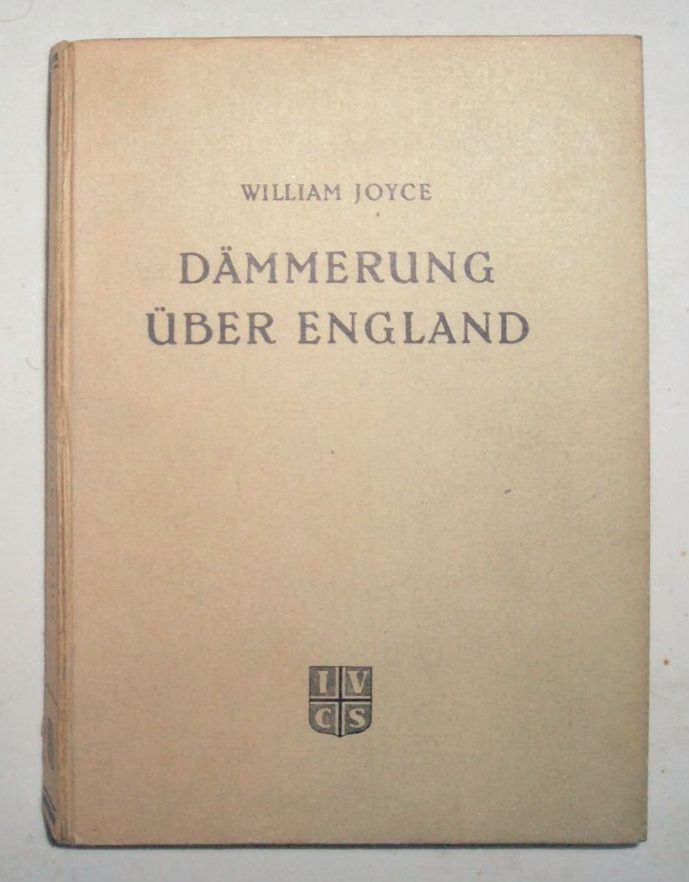
Dämmerung über England 第3版、ベルリン、1942年

ジョイスの仕事には、放送業務のほかに、ドイツ側のイギリス人部隊であるイギリス自由軍団に参加するよう促す、イギリス軍捕虜への宣伝活動も入っていた。宣伝省が推奨したジョイスの著書『イングランドのたそがれ (Dämmerung über England)』は、ユダヤに支配された資本主義のイギリスの害悪と、国家社会主義のドイツの驚異とを対比している。ジョイスは、アドルフ・ヒトラーから、宣伝放送の功により、戦闘行為以外の軍務に功労のあった民間人に授与される戦功十字章 の第1等と第2等を授与されているが、実際に両者が会ったことはなかった。

## 逮捕と裁判

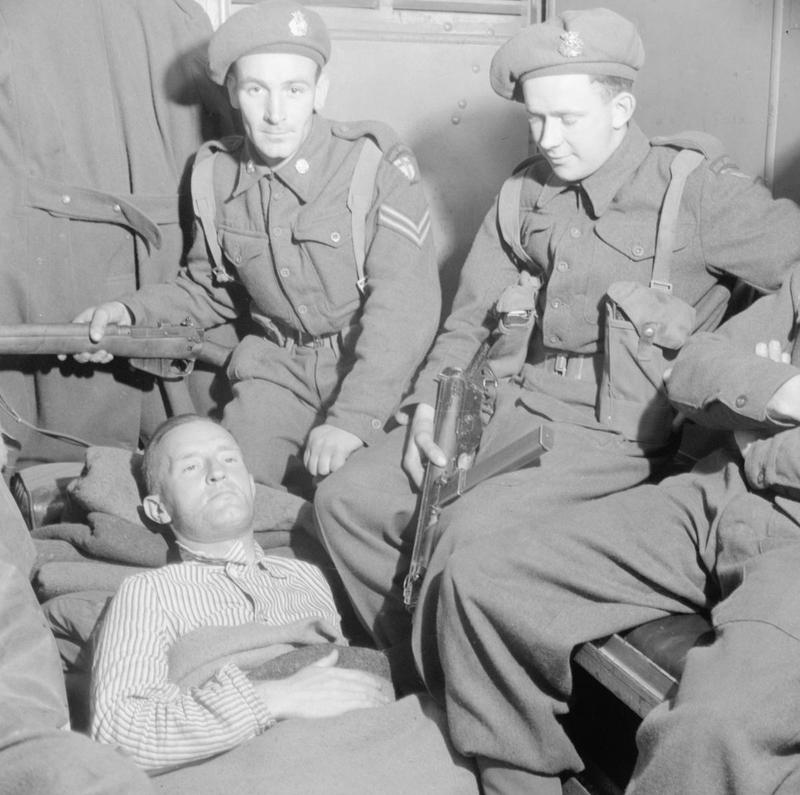
身柄を拘束された直後のウィリアム・ジョイス

1945年5月28日に、ジョイスはデンマークとの国境近くのフレンスブルクでイギリス軍によって逮捕される。休憩していた情報活動関係の兵士たちが、身なりの乱れた人物を見とがめ、戦前にドイツを離れていたユダヤ系ドイツ人兵士がフランス語と英語でその男に話しかけた。ジョイスなのかと問われた男は、ポケットに手を入れた（偽造パスポートを出そうとした）ので、兵士たちは男の尻を撃ち、4ヵ所に傷を負わせた。
二人の情報将校が、男を国境監視所まで車で連行し、イギリス軍の憲兵に引き渡した。ジョイスはロンドンに移送され、オールド・ベイリー(中央刑事裁判所) において、3度にわたって大逆罪に問われた。
- ウィリアム・ジョイスは、1939年9月18日から1945年5月29日まで、我が君主たる国王陛下に忠誠であるべき立場にありながら、また、ドイツ国によってわが国王に対する戦争が行われている時にありながら、ドイツにおいて、放送宣伝によって、国王の敵に与する裏切りを為した。
- ウィリアム・ジョイスは、1940年9月26日に、他の訴因に述べられた立場にありながら、また、ドイツ国によってわが国王に対する戦争が行われている時にありながら、ドイツ国民に帰化すると称して、国王の敵に与した。
- ウィリアム・ジョイスは、1939年9月18日から1940年7月2日まで、我が君主たる国王陛下に忠誠であるべき立場にありながら、また、ドイツ国によってわが国王に対する戦争が行われている時にありながら、ドイツにおいて、放送宣伝によって、国王の敵に与する裏切りを為した。

ジョイスがイギリスのパスポートが有効な時点でドイツからの放送を始めたことを証明するために提出された唯一の証拠は、戦前、彼がBUFの活動家だった頃に彼を尋問した警察官による、戦争が始まった直後の宣伝放送で彼の声だと分かった、という証言であった。ジョイスは、1930年代の活動で、襲撃や暴動の煽動で前科があった。
裁判の過程で、ジョイスのアメリカ国籍が明らかになり、そのため彼は放免されるのではないかと思われた。自国ではない国への裏切りでは罪に問える道理がない。ジョイスは2つ目までの訴因では放免とされた。しかし、司法長官のハートレー・ショークロス卿は、ジョイスがイギリスのパスポートを取得していたことは、たとえそれが国籍を偽って取得されたものであっても、同人には (そのパスポートが失効するまでは) ドイツにおいてイギリス人としての外交的保護が与えられていたのであるから、ドイツのために放送を始めた時点で、同人は国王への忠誠義務を負っていたと主張することに成功した。この法技術的な事情により、ジョイスは3つ目の訴因で有罪となり、1945年9月19日に死刑判決を受けた。控訴院への上告は11月1日に行われたが、貴族院上訴委員会は12月13日に4対1で原判決を支持した。

## 論争
貴族院への上訴において、ジョイスは、パスポートの所有は、国王による保護を保証するものではなく、ひとたび国外へ出れば恒常的な忠誠義務を負うものではない、と主張したが、この議論は全員一致で否定された。ポーター卿の少数意見は、放送開始時点でのジョイスの忠誠義務の有無は陪審によって判断すべき事柄であり、裁判官が決する純粋な法的問題ではない、という見解に基づくものだった。
ジョイスはまた、外国で、外国人によって行われた行為を裁くのは、司法管轄権の誤った適用であるとも主張した。この議論も否定され、国家はその安全の利益のためにこのような執行ができるものとされた。

## 処刑
ジョイスは、死に際して、改悛はせず、抵抗した。
1946年1月3日、ワンズワース刑務所において、死刑執行人アルバート・ピアポイントによって絞首刑が執行された。39歳であった。ジョイスは、イギリスで大逆罪によって死刑になった最後の人物であり、殺人以外の犯罪で死刑となった人物としては、最後から2人目であった。
ジョイスが絞首台から落下した際には、加重のために彼の顔の傷口が大きく開いたという。
処刑された人物の慣例として、ジョイスの遺骸はワンズワース刑務所内の無名墓に埋葬された。1976年に、遺骸はアイルランド、ゴールウェイ県ボヘモアにあるニュー・セメタリーに改葬された。

## 家族
ジョイスの妻マーガレットも起訴が検討されたとされるが、結局起訴されなかった。理由はよくわかっていない。国籍の状態が、夫以上に複雑で、有罪にできないと見られたとも言われている。何らかの取引があって見逃されたと考える者もいる。マーガレットは1972年に、ロンドンのソーホーで死んだ。死因はアルコールの過剰摂取と報じられた。
ジョイスは、最初の妻ヘイゼル (後に、オズワルド・モズレーのボディガードだったエリック・ピアシーと再婚) との間に娘2人をもうけた。娘の一人ヘザー・ピアシーは、父ジョイスについて公の場で発言している。

## 関連する作品

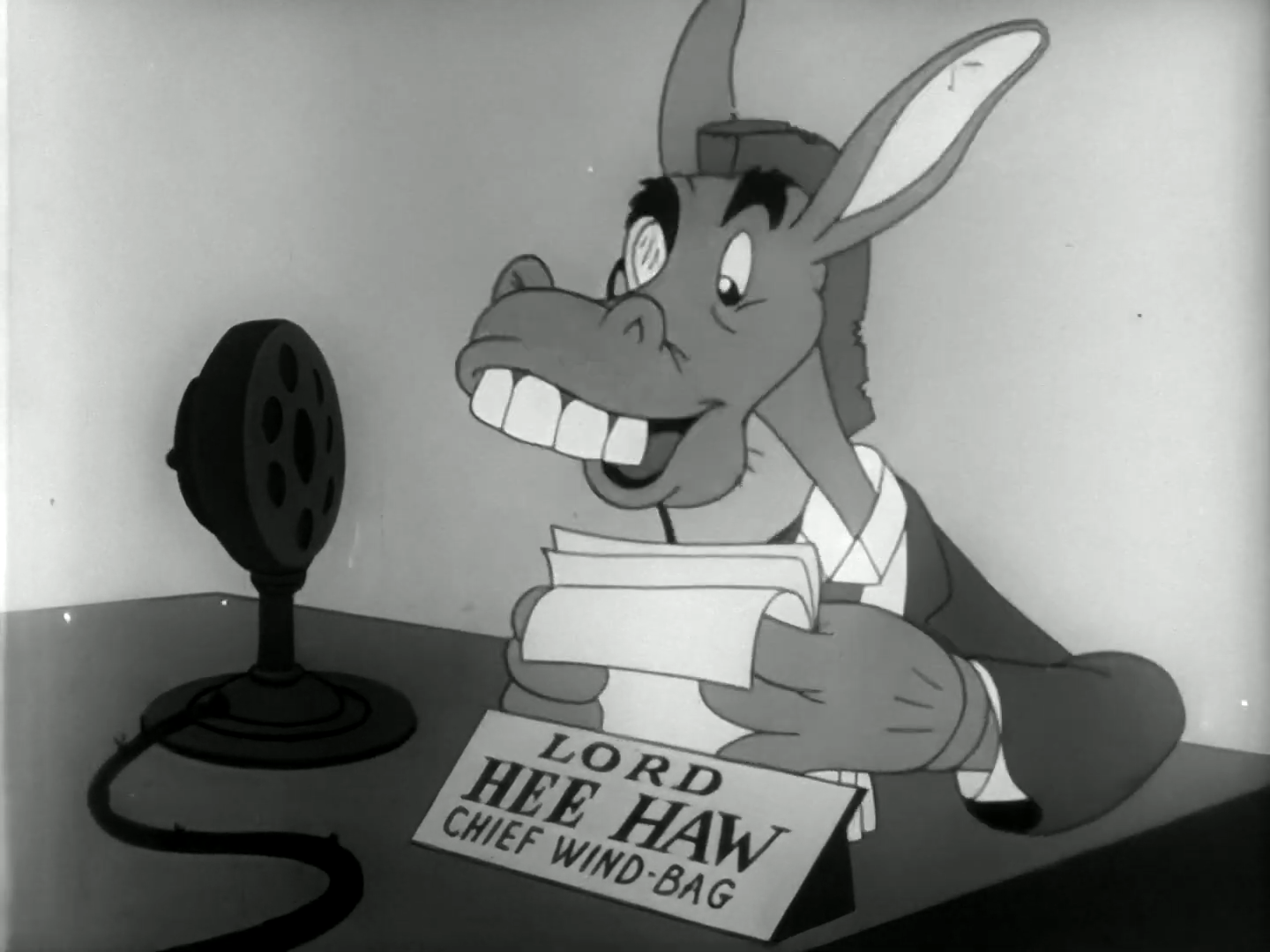
Tokio Jokioに登場するヒーハー卿

1943年にアメリカで公開されたアニメ映画『Tokio Jokio』では、ジョイスのパロディとして「ヒーハー卿」(Lord Hee Haw)なるキャラクターが登場する。ヒーハー(Hee Haw)は英語圏におけるロバの鳴き声の擬声語で、ヒーハー卿もロバとして描かれている。
カート・ヴォネガットの小説『母なる夜』(Mother Night) と『スローターハウス5』(Slaughterhouse-Five) に登場する、「ハワード・C・キャンベル」は、ジョイスがインスピレーションとなっている。
イギリスの小説家で、漫画原作者でもあるデイヴィッド・ブリトンの問題作において、ジョイスはブラックコメディ・アンチヒーロー「恐怖卿/ロード・ホラー」として登場する。イギリス政府は小説「Lord Horror」を発売禁止とし、ブリトンはロード・ホラーが登場するコミック「Meng and Ecker」が猥褻出版物法に違反したとして実刑判決を受け収監された。